# Ocybadistes ardea
Ocybadistes ardea là một loài bướm ngày thuộc họ Hesperiidae. Nó được tìm thấy ở Indonesia (Irian Jaya, quần đảo Aru, quần đảo Kei), Úc (Queensland) và Papua New Guinea.
Sải cánh dài khoảng 20 mm.

## Phụ loài
- Ocybadistes ardea ardea
- Ocybadistes ardea heterobathra